# Берёзовая Роща (Орловская область)
Берёзовая Роща — деревня в Покровском районе Орловской области России.
Входит в состав Столбецкого сельского поселения.

## География
Расположена западнее деревни Толстое и южнее деревни Вышне-Столбецкое, с которой соединена просёлочной дорогой. Находится на речке, впадающей в реку Липовец.
В деревне имеется одна улица: Берёзовая.

## Население
| 2010 |
| ---- |
| 1    |